# 妙風寺 (広島市)
妙風寺（みょうふうじ）は、広島県広島市中区東白島町にある日蓮宗の寺院。山号は白島山、院号を大乗院という。旧本山は大本山本圀寺(六条門流)。妙風寺の清正公祭は戦前まで広島三大祭とされていた。

## 歴史
紀伊国にあった大乗院が起源。元和5年（1619年）現在地に移転した。慶安元年（1648年）檀家の加藤正方（加藤清正の旧臣という。）がなくなると戒名の妙風院殿正方大居士と地名に因み山号、寺号を現在のものに改めた。昭和20年（1945年）8月6日の広島原爆で伽藍を焼失した。現在の伽藍は戦後に再建されたもの。

## 境内
本堂、清正公堂、客殿、庫裡